# Dark Lady
Dark Lady este al 11-lea album de studio al cântăreței și actriței americane Cher, lansat în mai 1974 de MCA. Cher a colaborat din nou cu Snuff Garrett ca producător și cu Al Capps pentru aranjamente. Dark Lady a fost al treilea și ultimul album de studio pentru MCA. A fost și ultimul disc promovat în show-ul ei de succes The Sonny & Cher Comedy Hour. După lansare, albumul a primit recenzii pozitive din partea criticilor, dar, spre deosebire de discul ei anterior, produs de Garrett, a avut un succes moderat.

## Productie si compozitie
După succesul lui Half-Breed, Cher, pentru ultimul ei album sub MCA, a ales din nou Snuff Garrett să producă și Al Capps pentru aranjamente. În același an, ea a divorțat de primul ei soț Sonny Bono, dizolvând cuplul Sonny și Cher. Acest lucru a încheiat legăturile lor muzicale profesionale și emisiunea de televiziune pentru o perioadă. Datorită succesului albumelor anterioare produse de Garrett, Dark Lady a urmat același stil de baladă narativă. Ea a atras mulți fani tineri în această perioadă a carierei sale pentru stilul ei de pop glamour, iar albumul arată, de asemenea, ce putea face Cher la mijlocul anilor 70, la apogeul popularității ei. MCA a lansat albumul cu litera E accentuată în Chér pe coperta albumului. Următoarele albume de studio lansate de Warner Bros îndepărtează complet accentul.
Piesa de deschidere a albumului este o melodie scrisă de Alan O'Day, „Train of Thought”, care a avut un succes moderat în topurile pop. Trei piese de pe album au fost scrise de Johnny Durrill, iar ultima piesă „Apples Don’t Fall Far From The Tree” a fost scrisă de Bob Stone, care a scris primul ei succes din anii 1970, „Gypsys, Tramps & Thieves”. Albumul conține, de asemenea, două cover-uri, piesa tematică The Great Gatsby „What’ll I Do” și hitul din 1965 Fontella Bass „Rescue Me”. Cher îi face, de asemenea, un omagiu lui Bette Midler în „Miss Subway of 1952”.
În august 1993, albumul original a fost combinat cu Half-Breed și a fost publicat pe un CD intitulat Half Breed/Dark Lady, această lansare a inclus toate piesele de pe ambele albume originale. Un CD cu albumul original Dark Lady în întregime nu a fost încă produs.

## Single-uri
„Dark Lady”, prima lansare single a albumului, a ajuns pe locul 1 în Billboard Hot 100 și pe locul 2 în topurile canadiene. Cântecul a devenit al treilea hit solo al lui Cher pe 23 martie 1974 și ultimul ei până la „Believe”, douăzeci și cinci de ani mai târziu. De asemenea, a ajuns pe locul 3 în topul Adult Contemporary. „Dark Lady” a ajuns pe locul 36 în topurile single din Marea Britanie. După „Dark Lady”, albumul a mai generat două single-uri care s-au clasat în topul Billboard Hot 100. Al doilea single lansat a fost „Train of Thought”, care a ajuns pe locul 27 în topul Hot 100 și pe locul 9 în topul Adult Contemporary. La scurt timp după, a fost lansat „I Saw a Man and He Danced with His Wife”. „Rescue Me” a fost lansat ca al patrulea single în SUA în 1975, dar nu a reușit să ajungă în topuri.

## Recepție critică
Dark Lady a primit recenzii pozitive de la criticii muzicali. Decenii mai târziu, Peter Fawthrop de la Allmusic i-a acordat trei stele și a comparat acest album cu precedentul Half-Breed spunând că este „mai optimist”. El a mai spus că „era mai sănătoasă și mai organică la începutul anilor ’70”, iar despre coperta albumului „este întotdeauna distractiv să auzi interpretările lui Cher ale clasicilor”. Rolling Stone a dat o recenzie pozitivă a albumului, declarând că „acesta ar putea fi în sfârșit LP-ul care o va stabili pe Cher ca artist important de album” și „ea a creat o voce recunoscută cu cântece frumoase, un set care curge peste tot și o producție superbă.

## Performanța comercială
Dark Lady a debutat pe Billboard 200 la #191 la începutul lunii iunie 1974. Cea mai înaltă poziție pe care a ajuns a fost #69. Albumul a debutat pe locul 98 în topul Canadian Albums Chart la sfârșitul lunii iunie, ajungând în cele din urmă pe locul 33 în iulie. La fel ca albumele ei anterioare, albumul nu a ajuns în topurile albumelor din Marea Britanie.